# Эксплуатационное вагонное депо Бологое
Эксплуатационное вагонное депо Бологое (ВЧДЭ-4 Октябрьской железной дороги) — предприятие железнодорожного транспорта в городе Бологое Тверской области. Структурное подразделение Октябрьской дирекции инфраструктуры — структурного подразделения Центральной дирекции инфраструктуры — филиала ОАО «Российские железные дороги». Отнесено к 1-й группе. Депо расположено на станции Бологое-Московское.
Депо создано в январе 2005 года на основании приказа начальника Октябрьской железной дороги № 472/Н от 17 декабря 2004 года, путём выделения эксплуатационного предприятия из вагонного депо Бологое ВЧД-3, ставшего, в свою очередь, ремонтным. В состав предприятия входят вагоносборочный, тележечный, колесный, ремонтный и автоконтрольный цеха, 2 пункта технического обслуживания (на станциях Бологое-Московское и Ховрино), 13 пунктов опробования тормозов, 7 контрольных постов, 5 участков текущего отцепочного ремонта (Бологое, Ховрино, Тверь, Ржев, Боровичи), в том числе, 3 МПРВ (механизированных пункта ремонта вагонов) на станциях Бологое-Московское, Ховрино и Тверь. Ежесуточно на ПТО Бологое осматривается и отправляется около 4000 грузовых и 450 пассажирских вагонов. В 2010 году, текущий отцепочный ремонт был произведен для 3620 вагонов.
Основной задачей предприятия является обеспечение перевозочного процесса. Депо обеспечивает обслуживание пассажирских и грузовых вагонов любой принадлежности при их эксплуатации на путях общего пользования. Вагонное депо осуществляет свою деятельность на всем полигоне Московского региона Октябрьской железной дороги; общая протяженность участков обслуживания составляет 2200 км.
Штат работников депо составляет около 430 человек, в том числе около 290 осмотрщиков вагонов и 30 слесарей по ремонту. В депо работают представители трудовых династий Ильиных, Князевых, Корнеевых, Мальтинских, Цыганчиковых. Начальник депо — Генералов Александр Анатольевич. Коллектив депо неоднократно становился победителем отраслевого соревнования.